# LC Waikiki
LC Waikiki este o companie de retail de îmbrăcăminte din Turcia. În anul 2015, compania era prezentă în 23 de țări și avea 22.500 angajați, iar rețeaua de magazine număra 106 unități la nivel internațional și respectiv 387 magazine în Turcia.

## LC Waikiki în România
România este prima țară în care compania a deschis operațiuni directe, în octombrie 2009.
În anul 2013, LC Waikiki România a înregistrat o cifră de afaceri de 18 milioane dolari.